# Rue Rockefeller
La rue Rockefeller  est une voie de la commune de Reims, située dans le département de la Marne, en région Grand Est.

## Situation et accès
Elle débute place du Cardinal-Luçon et aboutit rue Chanzy (Reims).
La voie est interdite au véhicule sauf les taxis qui ont deux places taxis.

## Origine du nom
Elle portait le nom de rue Sainte-Catherine, en référence à Sainte Catherine d’Alexandrie, jusqu’en 1886. 
D’abord renommée en rue Libergier en l’honneur de Hugues Libergier, architecte de l’église Saint-Nicaise, elle a été renommée en 1936, rue Rockefeller en l’honneur de John Davison Rockefeller (1839-1937) qui finança, de son vivant, une grande partie de la restauration de la Cathédrale de Reims après 1918.

## Bâtiments remarquables et lieux de mémoire
- Cathédrale Notre-Dame de Reims ;
- Médiathèque Jean Falala ;

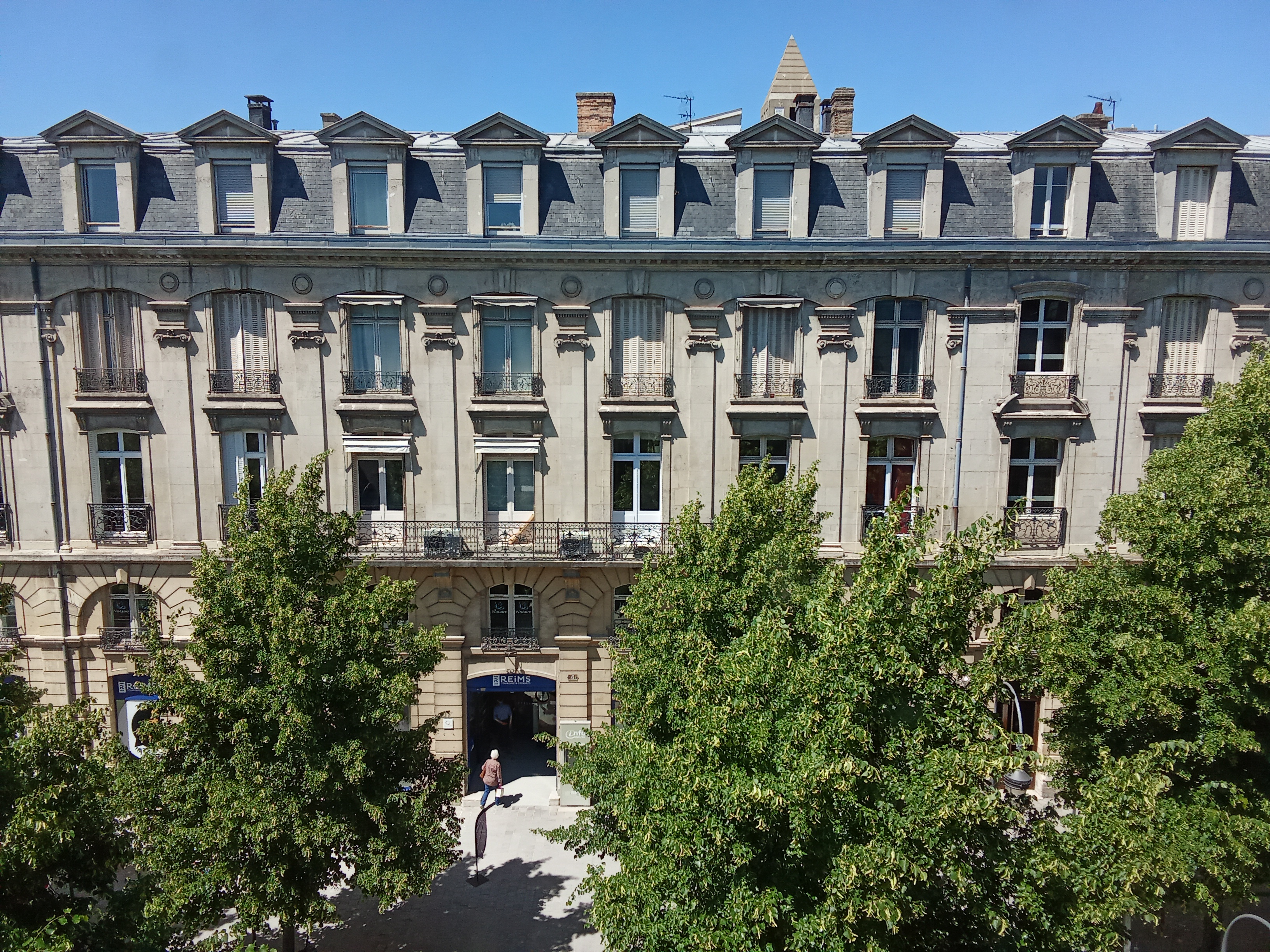
L'office du tourisme.

- L’office de tourisme du Grand Reims qui remplace le « Centre des Finances Publiques », autrefois appelé Recette des finances qui succédait lui même au "Grand Hôtel" de style Haussmardien[1],[2].

## Archéologie / fouille
Lors de fouilles en 2008, on découvrit plusieurs cimetières anciens dont le cimetière Saint Denis en particulier au carrefour avec la rue Chanzy.